# Scherlochleibungsschraubverbindung

Schnittzeichnung einer typischen Schraubverbindung.
Ungünstig für eine Scherlochleibungsschraubverbindung ist, dass hier bei Belastung ein Teil des Gewindes mit der Lochleibung des unten liegenden Blechs in Kontakt kommt, wodurch die Spitzen der Gewindegänge abgeplattet werden. Vorzugsweise sollte entweder eine Schraube mit längerem Schaft oder eine gleitfest vorgespannte Verbindung mit hochbelastbarer Schraube eingesetzt werden.

Scherlochleibungsschraubverbindung ist ein Begriff aus dem Stahlbau, der eine Verbindung durch Bolzen, Schrauben oder Nieten bezeichnet, die in erster Linie quer zur Achse des Schafts belastet werden. Der Schaft wird dadurch auf Druck und Abscheren beansprucht, und es wird Druck auf die Leibung (die kreisringförmige Innenfläche) der Bohrung der miteinander verbundene Bauteile ausgeübt.  Siehe Lochleibungsdruck.
Alle einfachen Schraub- und Bolzenverbindungen sind Scherlochleibungsverbindungen, soweit
1. der Schaft des Verbindungsmittels durch Querkräfte senkrecht zu seiner Achse belastet wird und
2. keine besonderen Vorkehrungen getroffen werden, um Schraube oder Bolzen mit einer definierten Vorspannung in Längsrichtung zu versehen und zugleich die Kontaktflächen der miteinander verbundenen Bauteile gleitsicher zu gestalten, so dass auftretende Querkräfte nicht das Verbindungsmittel belasten, sondern direkt von Bauteil zu Bauteil übertragen werden.

Niete und Bolzen sind die klassischen Verbindungsmittel im Stahlbau. In den 1960er Jahren wurden sie durch die Schweiß- und Schraubverbindung verdrängt. 

## Typen

### Nicht vorgespannte Schraubverbindungen
Einfache Schraubverbindungen mit Kraftübertragung quer zur Richtung der Schraubenachse werden heute als Scherlochleibungsschraubverbindung (SV) bezeichnet, um den Unterschied zur gleitfest vorgespannten Verbindung (GV) auszudrücken, die auch als Reibungsverbindung bezeichnet werden kann (s. u.).
Um die Verbindungsmittel einführen zu können, müssen bei der Scherlochleibungsschraubverbindung die Bohrungen im Durchmesser geringfügig größer erstellt werden als der Schaft der dazugehörigen Schraube oder Niete. Beim Anziehen der Niete wird der Schaft gestaucht; er dehnt sich im Durchmesser aus und füllt das Loch vollständig aus. Bei Schraubverbindungen hingegen gibt es eine gewisse Bewegungsmöglichkeit in der Verbindung. Durch dieses Lochspiel hat eine gewöhnliche Scherlochleibungsschraubverbindung Schlupf. Sie ist daher für verformungsempfindliche Bauteilverbindungen wie etwa dynamisch beanspruchte Bauteile, bei denen die Nachgiebigkeit der Verbindungen zu einer Änderung im Tragverhalten führt, nur bedingt einsetzbar.
Bei Passschrauben soll der Lochdurchmesser nur höchstens 0,3 mm größer sein als der Schraubenschaft. Scherlochleibungsschraubverbindungen mit Passschrauben werden mit SVP abgekürzt.

### Nicht gleitfest vorgespannte Schraubverbindungen
Vorgespannte Schraubverbindungen, bei denen die Kontaktflächen (Reibflächen) zwischen den Bauteilen nicht ausreichend gleitfest sind, werden als planmäßig vorgespannte Scherlochleibungsschraubverbindung bezeichnet und mit SLV bzw. mit Passschrauben als SLVP abgekürzt.

### Gleitfest vorgespannte Schraubverbindungen sindkeineScherlochleibungsschraubverbindungen
Gleitfest vorgespannte Schraubverbindungen (GV) gehören nicht zu den Scherlochleibungsverbindungen. Sie können mit hochfesten Schrauben (Festigkeitsklasse 8.8 und 10.9) ausgeführt werden. Die Schrauben werden dabei mit einem definierten Drehmoment angezogen und die Kontaktflächen der zu verbindenden Bauteile so gestaltet, dass eine ausreichende Reibung bzw. Gleitfestigkeit erreicht wird. Die erzielte Haftreibung zwischen den Kontaktflächen muss ausreichend groß sein, dass die Bauteile nicht von den zu erwartenden Querkräften gegeneinander verschoben werden. Dadurch bleiben die auf Schaft und Lochleibung ausgeübten Druck- und Scherspannungen minimal, und der Schaft wird im Wesentlichen nur auf Zug beansprucht.
Gleitfest vorgespannte Verbindungen mit Passschrauben werden als GVP abgekürzt.

## Versagensarten
Versagen können Scherlochleibungsschraubverbindungen durch:
- Abscheren der Schrauben
- Aufreißen der Bohrung, aufgrund des (Lochleibungs-)Drucks
- Verquetschen der Lochränder in einem Ausmaß, dass durch das Nachgeben der Verbindung Wirkungsweise und Form der Konstruktion Schaden erleidet.

## Berechnung
Gemäß Eurocode 3 sind für Scherlochleibungsschraubverbindungen Nachweise am Grundmaterial, sowohl am Brutto- als auch am Nettoquerschnitt, und der Nachweis der Verbindung bezüglich Abscheren und Lochleibung durchzuführen.